# Mare de Déu de Montserbós (ermita)
La Mare de Déu de Montserbós, altrament dita Ermita de les Capelles, és una ermita propera al santuari d'origen romànic situat a 986 m d'altitud, de la Mare de Déu de Montserbós (o Santuari de les Capelles), prop del Tossal Gros, a ponent de Montllobar i, per tant, a prop del Pont de Montanyana. És dalt d'un turó que domina la carretera C-1311, que li fa pràcticament tota la volta.
Pertany a l'antic terme de Fígols de Tremp, integrat actualment en el de Tremp, de la comarca del Pallars Jussà.